# Amanzé
Amanzé är en kommun i departementet Saône-et-Loire i regionen Bourgogne-Franche-Comté i östra Frankrike. Kommunen ligger i kantonen La Clayette som tillhör arrondissementet Charolles. År 2022 hade Amanzé 195 invånare.

## Befolkningsutveckling
Antalet invånare i kommunen Amanzé
| Referens: INSEE |